# Packard Super Eight
La Super Eight è un'autovettura costruita dalla Packard dal 1933 al 1939 e dal 1948 al 1950.
Era la vettura con il più grande motore in linea ad otto cilindri prodotta dalla Casa automobilistica di Detroit, che era famosa per le sue auto di lusso. Il propulsore era montato anteriormente, mentre la trazione era posteriore.

## Le Super Eight prodotte dal 1933 al 1939
Il primo periodo di produzione della Super Eight fu compreso tra il 1933 ed il 1939. In questi anni la Packard fabbricava le proprie vetture in “serie” annuali, ognuna contraddistinta da un numero ordinale. La Super Eight commercializzata in questi anni fece parte delle serie che andavano dalla 10ª alla 17ª. Fu prodotta in versione berlina, cabriolet, coupé e torpedo.
Dal 1933 al 1934 gli fu installato un propulsore da 6310 cm³ di cilindrata che erogava una potenza di 145 CV a 3200 giri al minuto. Il passo era compreso tra i 3429 mm ed i 3734 mm. In questi due anni ne furono prodotti 5272 esemplari.
Sulle Super Eight prodotte dal 1935 al 1936 furono invece montati due tipi di propulsori, uno da 5228 cm³ e l'altro da 6310 cm³ di cilindrata. Il primo aveva una potenza di 130 CV a 3200 giri al minuto, mentre il secondo di 150 CV, sempre a 3200 giri al minuto. Per queste serie il passo era compreso tra i 3353 mm e 3729 mm. In questi due anni vennero prodotti 2896 esemplari.
Dal 1937 al 1939 per le Super Eight erano disponibili due motori con la stessa cilindrata, 5835 cm³, ma di potenza diversa, più precisamente 160 CV e 165 CV. Il passo era compreso tra i 3226 mm ed i 3759 mm.

## Le Packard 160 e 180 ed il ritorno della Super Eight

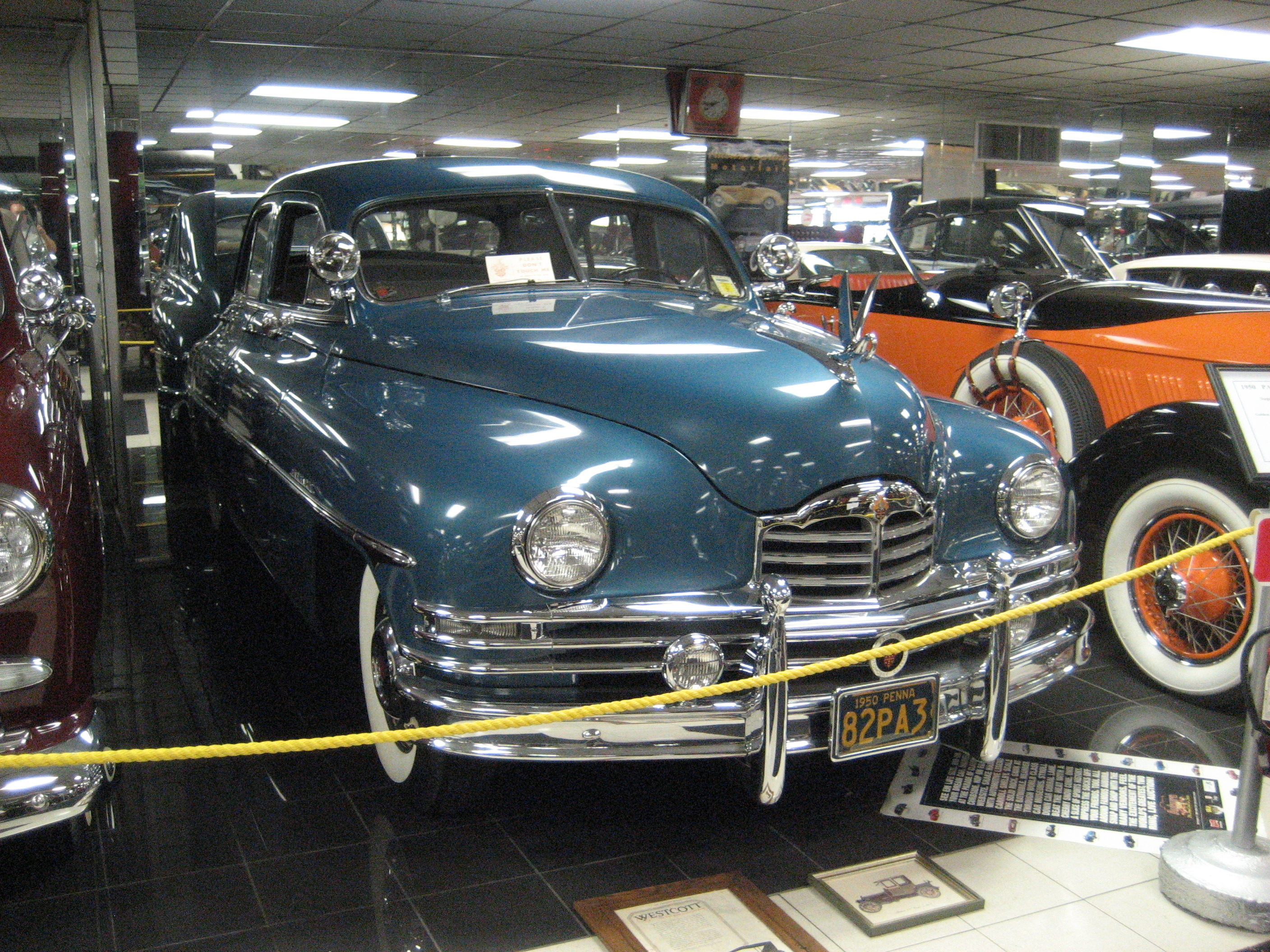
Una Packard Super Eight del 1950

Dopo la 17ª serie (1939) il nome “Super Eight” fu momentaneamente eliminato. Al suo posto la Packard produsse due modelli Senior, la 160 e la 180. Dal 1936 la gamma della Casa automobilistica di Detroit era infatti contraddistinta da due categorie di vetture: da un lato le lussuose Senior, e dall'altro le più economiche Junior. La 160 e la 180 furono commercializzate dal 1940 al 1942.
Durante la seconda guerra mondiale la Packard convertì i propri impianti per la produzione bellica; dopo questa pausa, con la ripresa dell'assemblaggio di vetture, la Casa automobilistica di Detroit denominò tutti i propri modelli “Clipper”, e questo durò dal 1946 al 1947. Dal 1948 la Packard riprese una denominazione più differenziata ed introdusse vari modelli, tra cui la Custom Eight, erede della 180, e la nuova Super Eight, che derivava dalla 160 ed era leggermente meno costosa della prima vettura citata. Entrambe rimasero in listino fino al 1950. La Super Eight era disponibile in versione berlina 4 porte, coupé 2 porte e cabriolet 2 porte.
L'intera gamma Packard fu rinominata nel 1951 in occasione del lancio della 24ª serie. La Super Eight fu ridenominata 300, terminando così la storia di questo modello.

## Galleria d'immagini

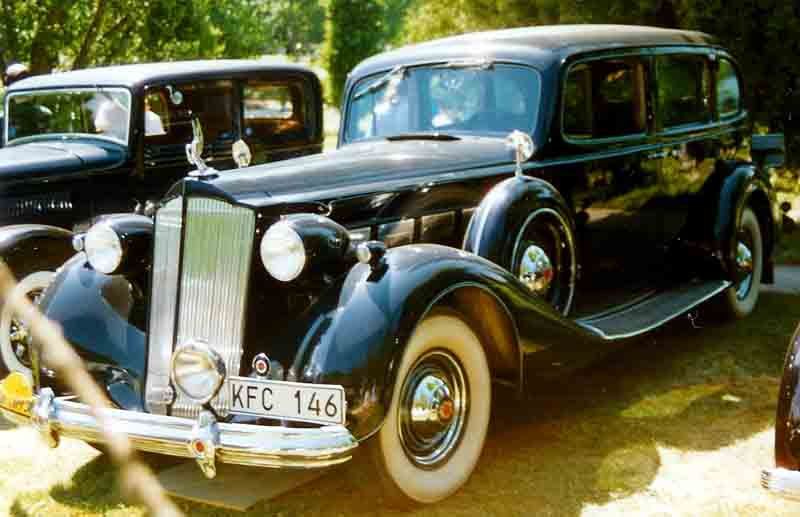
Una Packard Super Eight del 1937
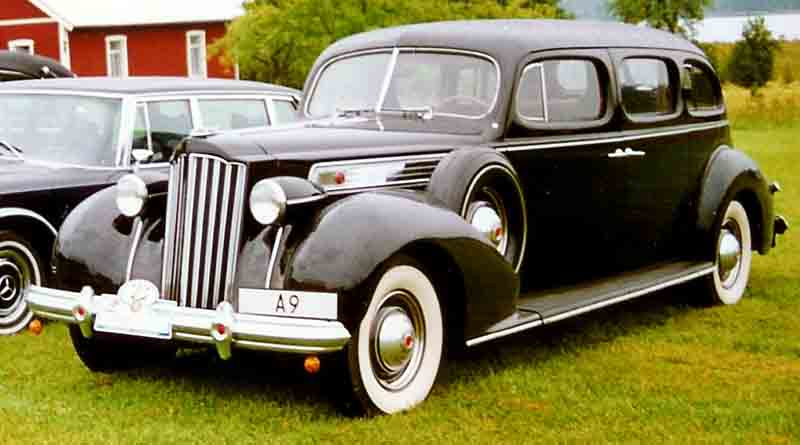
Packard Super Eight del 1939
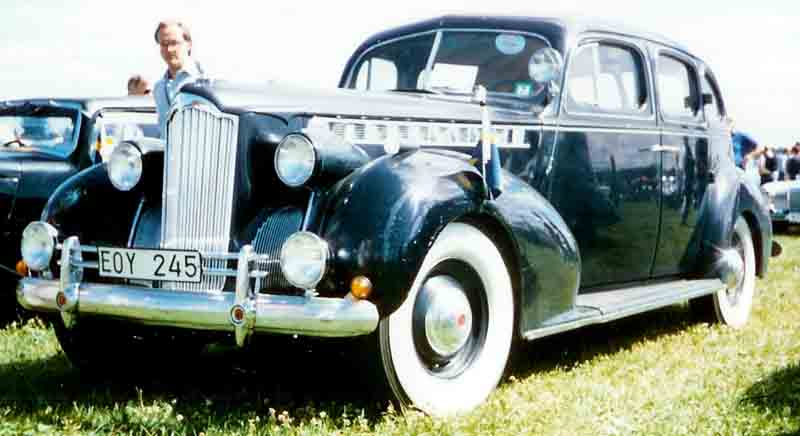
Una Packard 160 4 porte berlina del 1940
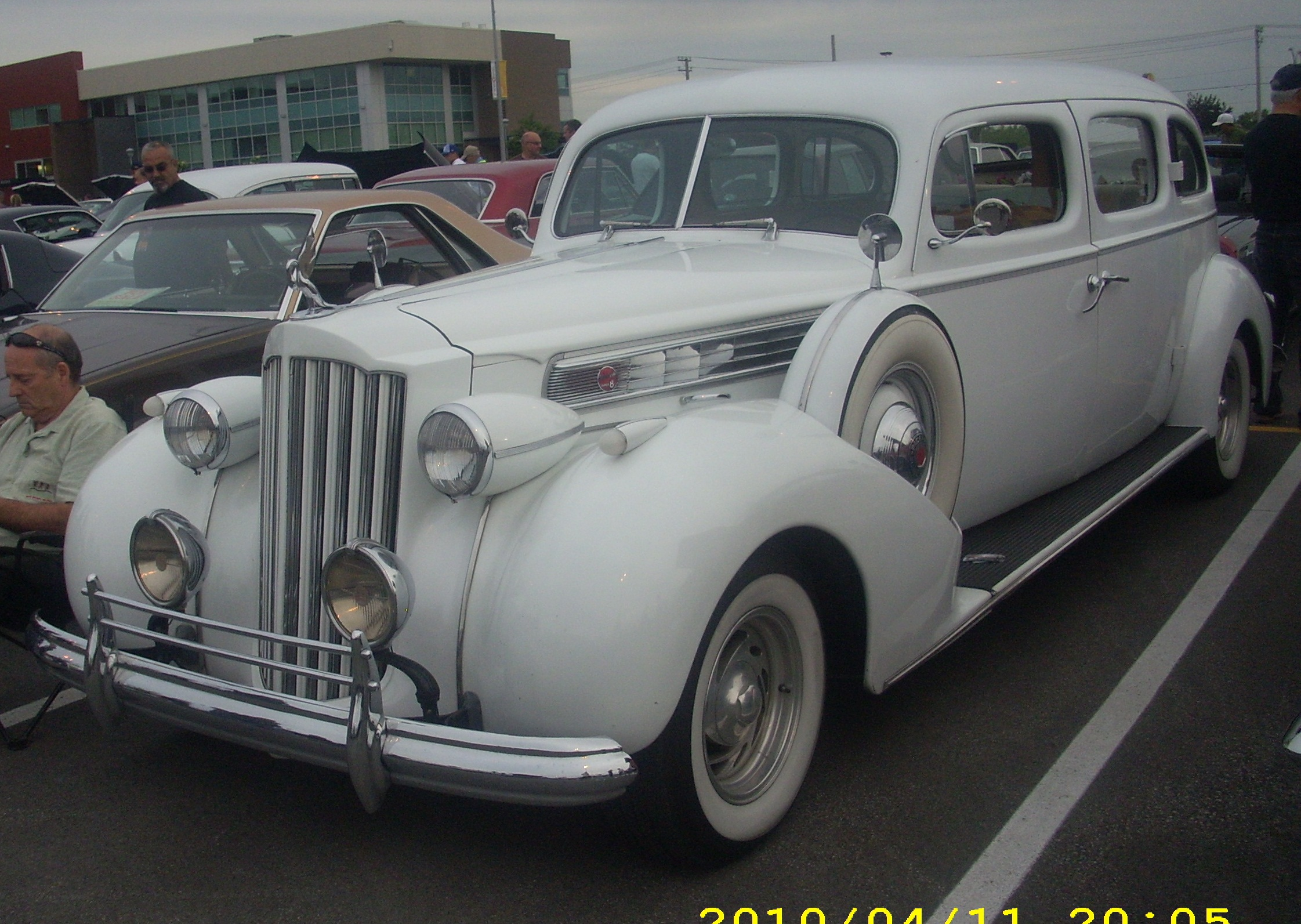
Una Packard Super Eight